# Kelly Sotherton
Kelly Jade Sotherton, angleška atletinja, * 13. november 1976, Newport, Otok Wight, Anglija, Združeno kraljestvo.
Nastopila je na poletnih olimpijskih igrah v letih 2004 in 2008, obakrat je osvojila bronasto medaljo v sedmeroboju, leta 2008 pa tudi v štafeti 4x400 m. Na svetovnih prvenstvih je prav tako osvojila bronasto medaljo v sedmeroboju leta 2007, na svetovnih dvoranskih prvenstvih srebrno medaljo v peteroboju, na evropskih dvoranskih prvenstvih pa dve srebrni medalji v peteroboju in eno v štafeti 4x400 m.